# Underclass Hero (álbum)
Underclass Hero es el cuarto álbum de la banda canadiense Sum 41 y el primero realizado sin el antiguo guitarrista Dave Baksh. El álbum salió a la venta el día 24 de julio de 2007 bajo la realización de Island Records y es distribuido mundialmente por Universal Records y en Canadá por Aquarius Records. El álbum debutó en el puesto 7 de Billboard 200 con 44 601 ventas. Esta ha vendido 183 638 solo en Estados Unidos desde su lanzamiento.
El álbum fue compuesto tras la grabación de Chuck y la marcha de Dave Baksh.
El disco debe su nombre a un sencillo llamado "Underclass Hero". Otra canción llamada "March of the Dogs" ha sido también incluida en un álbum de anticipo. El 26 de junio, Walking Disaster fue reproducida en Buzz 103. Desde entonces ha estado también en internet. El 6 de julio, Walking Disaster fue añadida al myspace de Sum 41.

## Listado de canciones
1. "Underclass Hero" - 3:15
2. "Walking Disaster" - 4:50
3. "Speak of the Devil" - 4:00
4. "Dear Father" - 3:53
5. "Count Your Last Blessings" - 3:05
6. "Ma Poubelle" - 0:57
7. "March of the Dogs" - 3:10
8. "The Jester" - 2:50
9. "With Me" - 4:52
10. "Pull the Curtain" - 4:20
11. "King of Contradiction" - 1:42
12. "Best of Me" - 4:27
13. "Confusion and Frustration in Modern Times" - 3:47
14. "So Long Goodbye" - 3:03
15. "Look at Me"

## Canciones extra
- "Take a Look at Yourself" - 3:24 (Extra en iTunes)
- "No Apologies" - 2:58 (Extra para Japón, Australia, Corea y Reino Unido)
- "This Is Goodbye" - 2:28 (Extra para Japón y Corea)

## Participación
- Sum 41
  - Deryck Whibley - Guitarras, Vocalista, Piano/Teclados, Productor
  - Cone McCaslin - Bajo, coros
  - Steve Jocz - Batería, coros
- Chris Lord-Alge - Mixing
- Robb Dipple - Gráfica, Fotografía